# Museo diocesano dell'arredo sacro
Il Museo diocesano dell'arredo sacro di Bertinoro, in provincia di Forlì-Cesena, è allestito nella Rocca (X secolo), che dal 1584 è sede del Vescovado.
Nel 1985 fu istituito il "Centro Internazionale per lo Studio e la Conservazione dell'Arredo Sacro e del Costume Religioso" con l'obiettivo di tutelare e studiare il patrimonio liturgico della diocesi di Forlì-Bertinoro e la prospettiva di creare un museo interreligioso.
Nel museo sono esposti paramenti sacri e suppellettile liturgica proveniente dalle chiese del territorio diocesano.